# La Serena (kommun)
La Serena är en kommun i Chile.   Den ligger i provinsen Provincia de Elqui och regionen Región de Coquimbo, i den centrala delen av landet, 400 km norr om huvudstaden Santiago de Chile.
Omgivningarna runt La Serena är i huvudsak ett öppet busklandskap. Runt La Serena är det ganska tätbefolkat, med 90 invånare per kvadratkilometer.